# Baia della Mollarella
La baia della Mollarella è la spiaggia più famosa di Licata, comune italiano del libero consorzio comunale di Agrigento in Sicilia.

È costituita da un'ampia insenatura a semicerchio terminante con uno scoglio roccioso (A' Rocca di Muddrareddra in siciliano), collegato alla restante spiaggia con un istmo sabbioso.
Contigua alla Baia di Mollarella, con l'ampia spiaggia omonima, si trova la spiaggia denominata Poliscia, che prende il nome dal retrostante Monte Poliscia: il lato occidentale e orientale dei due arenili si uniscono nel costone roccioso denominato Serra Mollarella o Mollachella.

## Geologia
Serra Mollarella è costituita dal litotipo Calcare di Base appartenente alla Serie Gessoso Solfifera, unità litostratigrafica ampiamente diffusa nella Sicilia Centro-meridionale. Sono stati pubblicati studi di unità litostratigrafiche coeve in località Castro di Palma, in territorio di Palma di Montechiaro, a circa 15 km in direzione Nord - Nord Ovest di Serra Mollarella.

## Storia
Nel mare antistante si combatté la prima battaglia navale fra Romani e Cartaginesi, nel 256 a.C..
È la spiaggia più famosa di Licata e della costa meridionale della Sicilia. È sede di tante testimonianze archeologiche.

## Sbarco degli Alleati del 10 luglio 1943

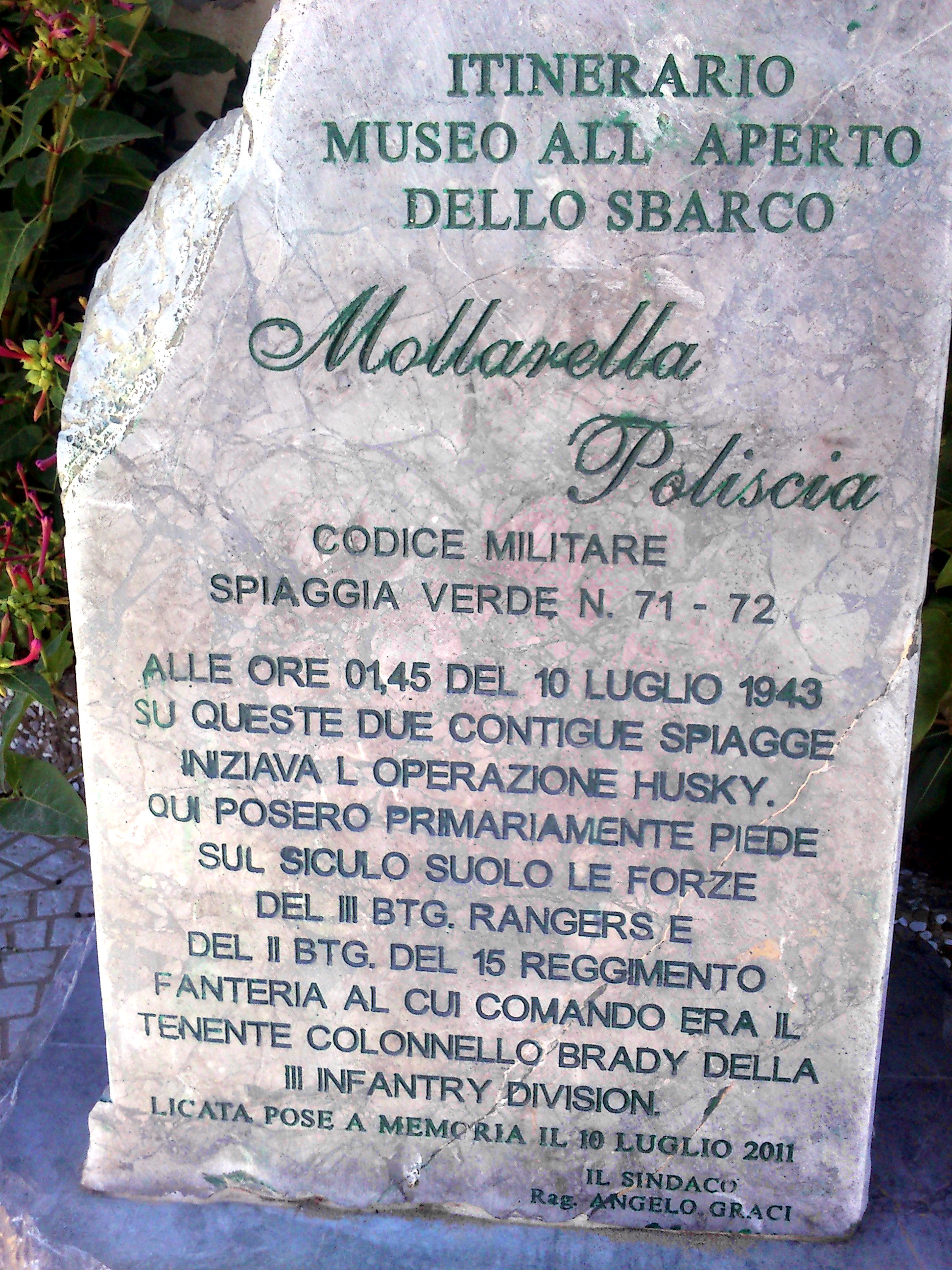

La Baia di Mollarella e Poliscia, chiamate rispettivamente in codice spiagge verdi settore 71 e 72, fu uno dei quattro arenili in territorio di Licata (settore Joss) dove il 10 luglio 1943, durante la II Guerra Mondiale, ebbe luogo lo sbarco in Sicilia delle truppe alleate Americane. Alle ore 2:57 nella baia di Mollarella e Poliscia "posero primariamente piede sul territorio Siculo le forze del III Btg. Rangers e del II Btg. del 15 Reggimento Fanteria al cui comando era il Colonnello Lt. Col. Brookner W. Brady della 3rd Infantry Division". Il 10 luglio 2011 una stele marmorea commemorativa è stata posta in memoria dell'evento in Piazza Venere, antistante la spiaggia di baia Mollarella.